# Ture Ödlund
Ture Ödlund   (Sundsvall, 15 de maig de 1894 - Estocolm, 14 de desembre de 1942) va ser un jugador de cúrling suec, que va competir a començaments del segle xx. El 1924 va prendre part en els Jocs Olímpics de Chamonix, on guanyà la medalla de plata en la competició de cúrling.